# ستيفي راي فوغن
ستيفي راي فوغن (بالإنجليزية: Stevie Ray Vaughan)‏
ستيفن(ستيفي)راي فوغن هو عازف قيتار و مغني أمريكي راحل معروف لدى الجمهور الغنائي الأمريكي ب (SRV)وهو العضو المؤسس وقائد فرقة البلوز الأمريكية دابل ترابل (DOUBLE TROUBLE) ... توفي اثر حادث طائرة مؤلم بضواحي شيكاغو وهو بصدد إقامة حفل غنائي ..
القدرة الهائلة لفوغن في العزف على القيتار الكهربائي اكتسبها من اهتمامه بالعديد من الأنواع الموسيقية كالبلوز، الروك اند رول، و الجاز .
حل في المركز السابع لاحسن عازفي القيتار على مر العصور سنة 2003 وفي المركز 12 في استفتاء 2011 والدي تنظمه مجلة روولين ستون العديد من الموسيقيين العالميين

## بداياته
نشا فوغن بولاية تكساس الامريكيه تحديدا في مدينه دالس هو واخوه الأكبر جيمي فوغن ... لم يتلقَ الأخوان دروساً معمقة في العزف على القيتار بل قام فوغن بتطوير أسلوبه في العزف عبر الاستماع إلى التسجيلات الغنائية لعازفي البلوز في دلك الوقت امثال البرت كينغ, بي بي كينغ, اوتس راش و بادي غاي ... كما كان له اهتمام ببعض عازفي و مغني الروك والفانك امثال لوني ماك, جيمي هندريكس و جوني قيتار واتسون

## بداية نجاحه
كان لفوغن مشوار فني مع بعض فرق البلوز والروك الهاوية في ولاية تكساس لكنه لم يحقق معها نجاحا كبيرا ... ويعد أول ظهور لفوغن على الأضواء كان في مهرجان منتيريو الغنائي سنة 1982
حققت بعد دلك حفلاته الغنائية و البوماتة نجاحا كبيرا

## من أشهر البوماته
- TEXAS FLOOD
- SOUL TO SOUL
- THE SKY IS CRYING
- IN STEP

## وفاته
توفي اثر حادت سقوط طائرة الهيليكوبتر التي كانت تقله نحو العرض الغنائي الدي كان هو بصدد القيام به مع كبار عازفي البلوز والروك
وقد تم إقامة حفل غنائي خاص كدكرى لوفاته اقامه العديد من عازفي البلوز العلميين امثال بي بي كينغ ايريك كلابتون بادي غاي و غيرهم

## موهبته
يعتبر من عازفي القيتار القلائل في التاريخ الدين يتمتعون باسلوب عزف خالص و مميز ... كما أن مهاراته في العزف تعتبر استثنائية ...
قامت شركة فاندر الأمريكية لتسويق الآلات الموسيقية بتسويق أول آلة قيتار خاصة ب فوغن وسميت باسم LENNY نسبة إلى زوجته والتي كانت ملهمته في الكثير من اغانيه

## تاثيره في موسيقىالبلوزوالروك
يعتبر من أشهر عازفي البلوز وعازفي القيتار في القرن العشرين ... مازالت موسيقاه تاثر في العديد من اجيال مغني و عازفي البلوز والروك الجدد امثال برنرد اليسون جون ماير جون بيتروتشي ريتشي كوتزن و ايرك جونسون

## وصلات خارجية
- ستيفي راي فوغن على موقع IMDb (الإنجليزية)
- ستيفي راي فوغن على موقع ميوزك برينز (الإنجليزية)
- ستيفي راي فوغن على موقع رولينغ ستون (الإنجليزية)
- ستيفي راي فوغن على موقع إن إن دي بي (الإنجليزية)
- ستيفي راي فوغن على موقع أول ميوزيك (الإنجليزية)
- ستيفي راي فوغن على موقع ديسكوغز (الإنجليزية)
- ستيفي راي فوغن على موقع قاعدة بيانات الفيلم (الإنجليزية)